# Полбино (Московская область)
По́лбино — деревня в муниципальном округе Егорьевск Московской области России.

## География
Деревня Полбино расположена в восточной части муниципального округа Егорьевск, примерно в 19 километрах к юго-востоку от города Егорьевск. В 1,5 километрах к востоку от деревни протекает река Белавинка. Высота над уровнем моря 141 метров.

## Название
В письменных источниках деревня упоминается с XVIII века как деревня Полбина. Название связано с некалендарным личным именем Полба или происходит от термина полба — «вид пшеницы».

## История
До отмены крепостного права жители деревни относились к разряду государственных крестьян. После 1861 года деревня вошла в состав Парыкинской волости Егорьевского уезда. Приход находился в селе Княжево.
В 1926 году деревня входила в Дмитриевский сельсовет Двоенской волости Егорьевского уезда.
До 1994 года Полбино входило в состав Полбинского сельсовета Егорьевского района, в 1994—2004 годы — Полбинского сельского округа, а в 2004—2006 годы — Подрядниковского сельского округа.
До 2015 года входила в состав сельского поселения Юрцовское.

## Демография
В 1885 году в деревне проживало 1056 человек, в 1905 году — 1308 человек (620 мужчин, 688 женщин), в 1926 году — 990 человек (454 мужчины, 536 женщин). По переписи 2002 года — 723 человека (336 мужчин, 387 женщин). Население — 853 человек (2010).
| 1859 | 1868 | 1885  | 1905  | 1926 | 2002 | 2006 |
| ---- | ---- | ----- | ----- | ---- | ---- | ---- |
| 791  | ↗866 | ↗1056 | ↗1308 | ↘990 | ↘723 | ↘695 |
| 2010 |      |       |       |      |      |      |
| ↗853 |      |       |       |      |      |      |